# Список астероїдів (73501—73600)
| Назва                 | Тимчасове позначення | Дата відкриття  | Місце відкриття             | Відкривач                                              |
| --------------------- | -------------------- | --------------- | --------------------------- | ------------------------------------------------------ |
| (73501) 2002 RG157    | 2002 RG157           | 11 вересня 2002 | Паломарська обсерваторія    | NEAT                                                   |
| (73502) 2002 RE224    | 2002 RE224           | 13 вересня 2002 | Станція Андерсон-Меса       | LONEOS                                                 |
| (73503) 2002 TX52     | 2002 TX52            | 2 жовтня 2002   | Сокорро (Нью-Мексико)       | LINEAR                                                 |
| (73504) 2002 TO110    | 2002 TO110           | 2 жовтня 2002   | Обсерваторія Галеакала      | NEAT                                                   |
| (73505) 2002 TD124    | 2002 TD124           | 4 жовтня 2002   | Паломарська обсерваторія    | NEAT                                                   |
| (73506) 2002 TJ144    | 2002 TJ144           | 5 жовтня 2002   | Сокорро (Нью-Мексико)       | LINEAR                                                 |
| (73507) 2002 TN220    | 2002 TN220           | 6 жовтня 2002   | Сокорро (Нью-Мексико)       | LINEAR                                                 |
| (73508) 2002 TQ220    | 2002 TQ220           | 6 жовтня 2002   | Сокорро (Нью-Мексико)       | LINEAR                                                 |
| (73509) 2002 TG260    | 2002 TG260           | 9 жовтня 2002   | Сокорро (Нью-Мексико)       | LINEAR                                                 |
| (73510) 2002 UQ       | 2002 UQ              | 22 жовтня 2002  | Паломарська обсерваторія    | NEAT                                                   |
| 73511 Ловас (Lovas)   | 2002 YD3             | 25 грудня 2002  | Обсерваторія Піскештето     | К. Сарнецкі                                            |
| (73512) 2003 AL11     | 2003 AL11            | 1 січня 2003    | Сокорро (Нью-Мексико)       | LINEAR                                                 |
| (73513) 2003 BK10     | 2003 BK10            | 26 січня 2003   | Станція Андерсон-Меса       | LONEOS                                                 |
| (73514) 2003 BB48     | 2003 BB48            | 27 січня 2003   | Сокорро (Нью-Мексико)       | LINEAR                                                 |
| (73515) 2003 EU5      | 2003 EU5             | 5 березня 2003  | Сокорро (Нью-Мексико)       | LINEAR                                                 |
| (73516) 2003 EY45     | 2003 EY45            | 7 березня 2003  | Сокорро (Нью-Мексико)       | LINEAR                                                 |
| 73517 Cranbrook       | 2003 FG78            | 27 березня 2003 | Каталінський огляд          | Каталінський огляд                                     |
| (73518) 2003 HW46     | 2003 HW46            | 28 квітня 2003  | Сокорро (Нью-Мексико)       | LINEAR                                                 |
| (73519) 2003 JF10     | 2003 JF10            | 1 травня 2003   | Сокорро (Нью-Мексико)       | LINEAR                                                 |
| 73520 Boslough        | 2003 MB1             | 22 червня 2003  | Станція Андерсон-Меса       | LONEOS                                                 |
| (73521) 2003 MD1      | 2003 MD1             | 22 червня 2003  | Станція Андерсон-Меса       | LONEOS                                                 |
| (73522) 2003 MK2      | 2003 MK2             | 22 червня 2003  | Станція Андерсон-Меса       | LONEOS                                                 |
| (73523) 2003 MQ3      | 2003 MQ3             | 25 червня 2003  | Сокорро (Нью-Мексико)       | LINEAR                                                 |
| (73524) 2003 MO6      | 2003 MO6             | 26 червня 2003  | Сокорро (Нью-Мексико)       | LINEAR                                                 |
| (73525) 2003 MP8      | 2003 MP8             | 28 червня 2003  | Сокорро (Нью-Мексико)       | LINEAR                                                 |
| (73526) 2003 NU       | 2003 NU              | 1 липня 2003    | Обсерваторія Галеакала      | NEAT                                                   |
| (73527) 2003 NC3      | 2003 NC3             | 2 липня 2003    | Сокорро (Нью-Мексико)       | LINEAR                                                 |
| (73528) 2003 NU8      | 2003 NU8             | 5 липня 2003    | Сокорро (Нью-Мексико)       | LINEAR                                                 |
| (73529) 2003 OF1      | 2003 OF1             | 22 липня 2003   | Станція Кампо Імператоре    | CINEOS                                                 |
| (73530) 2003 OL2      | 2003 OL2             | 22 липня 2003   | Обсерваторія Галеакала      | NEAT                                                   |
| (73531) 2003 OE5      | 2003 OE5             | 22 липня 2003   | Обсерваторія Галеакала      | NEAT                                                   |
| (73532) 2003 OF5      | 2003 OF5             | 22 липня 2003   | Обсерваторія Галеакала      | NEAT                                                   |
| 73533 Алонсо (Alonso) | 2003 OC6             | 25 липня 2003   | Обсерваторія Мальорки       | Обсерваторія Мальорки                                  |
| (73534) 2003 OD7      | 2003 OD7             | 24 липня 2003   | Станція Кампо Імператоре    | CINEOS                                                 |
| (73535) 2003 OB14     | 2003 OB14            | 28 липня 2003   | Паломарська обсерваторія    | NEAT                                                   |
| (73536) 2003 OX14     | 2003 OX14            | 22 липня 2003   | Паломарська обсерваторія    | NEAT                                                   |
| (73537) 2003 OC15     | 2003 OC15            | 22 липня 2003   | Паломарська обсерваторія    | NEAT                                                   |
| (73538) 2003 OD15     | 2003 OD15            | 22 липня 2003   | Паломарська обсерваторія    | NEAT                                                   |
| (73539) 2003 OW18     | 2003 OW18            | 30 липня 2003   | Станція Кампо Імператоре    | CINEOS                                                 |
| (73540) 2003 OZ20     | 2003 OZ20            | 23 липня 2003   | Сокорро (Нью-Мексико)       | LINEAR                                                 |
| (73541) 2003 OE22     | 2003 OE22            | 29 липня 2003   | Сокорро (Нью-Мексико)       | LINEAR                                                 |
| (73542) 2003 OJ23     | 2003 OJ23            | 29 липня 2003   | Обсерваторія Берґіш-Ґладбах | Вольф Бікель                                           |
| (73543) 2003 OB30     | 2003 OB30            | 24 липня 2003   | Паломарська обсерваторія    | NEAT                                                   |
| (73544) 2003 OZ30     | 2003 OZ30            | 30 липня 2003   | Сокорро (Нью-Мексико)       | LINEAR                                                 |
| (73545) 2003 OB31     | 2003 OB31            | 30 липня 2003   | Сокорро (Нью-Мексико)       | LINEAR                                                 |
| (73546) 2003 OM31     | 2003 OM31            | 30 липня 2003   | Сокорро (Нью-Мексико)       | LINEAR                                                 |
| (73547) 2003 PW       | 2003 PW              | 1 серпня 2003   | Сокорро (Нью-Мексико)       | LINEAR                                                 |
| (73548) 2003 PM3      | 2003 PM3             | 2 серпня 2003   | Обсерваторія Галеакала      | NEAT                                                   |
| (73549) 2003 PL8      | 2003 PL8             | 3 серпня 2003   | Обсерваторія Галеакала      | NEAT                                                   |
| (73550) 2003 PG9      | 2003 PG9             | 4 серпня 2003   | Сокорро (Нью-Мексико)       | LINEAR                                                 |
| (73551) 2003 QV       | 2003 QV              | 18 серпня 2003  | Станція Кампо Імператоре    | CINEOS                                                 |
| (73552) 2003 QK12     | 2003 QK12            | 22 серпня 2003  | Обсерваторія Галеакала      | NEAT                                                   |
| (73553) 2003 QH30     | 2003 QH30            | 22 серпня 2003  | Обсерваторія Ріді-Крик      | Джон Бротон                                            |
| (73554) 2124 P-L      | 2124 P-L             | 24 вересня 1960 | Паломарська обсерваторія    | К. Й. ван Гаутен, І. ван Гаутен-Ґроневельд, Т. Герельс |
| (73555) 2129 P-L      | 2129 P-L             | 24 вересня 1960 | Паломарська обсерваторія    | К. Й. ван Гаутен, І. ван Гаутен-Ґроневельд, Т. Герельс |
| (73556) 2130 P-L      | 2130 P-L             | 24 вересня 1960 | Паломарська обсерваторія    | К. Й. ван Гаутен, І. ван Гаутен-Ґроневельд, Т. Герельс |
| (73557) 2131 P-L      | 2131 P-L             | 24 вересня 1960 | Паломарська обсерваторія    | К. Й. ван Гаутен, І. ван Гаутен-Ґроневельд, Т. Герельс |
| (73558) 2567 P-L      | 2567 P-L             | 24 вересня 1960 | Паломарська обсерваторія    | К. Й. ван Гаутен, І. ван Гаутен-Ґроневельд, Т. Герельс |
| (73559) 2665 P-L      | 2665 P-L             | 24 вересня 1960 | Паломарська обсерваторія    | К. Й. ван Гаутен, І. ван Гаутен-Ґроневельд, Т. Герельс |
| (73560) 2737 P-L      | 2737 P-L             | 24 вересня 1960 | Паломарська обсерваторія    | К. Й. ван Гаутен, І. ван Гаутен-Ґроневельд, Т. Герельс |
| (73561) 2803 P-L      | 2803 P-L             | 24 вересня 1960 | Паломарська обсерваторія    | К. Й. ван Гаутен, І. ван Гаутен-Ґроневельд, Т. Герельс |
| (73562) 2810 P-L      | 2810 P-L             | 24 вересня 1960 | Паломарська обсерваторія    | К. Й. ван Гаутен, І. ван Гаутен-Ґроневельд, Т. Герельс |
| (73563) 3009 P-L      | 3009 P-L             | 24 вересня 1960 | Паломарська обсерваторія    | К. Й. ван Гаутен, І. ван Гаутен-Ґроневельд, Т. Герельс |
| (73564) 4051 P-L      | 4051 P-L             | 24 вересня 1960 | Паломарська обсерваторія    | К. Й. ван Гаутен, І. ван Гаутен-Ґроневельд, Т. Герельс |
| (73565) 4252 P-L      | 4252 P-L             | 24 вересня 1960 | Паломарська обсерваторія    | К. Й. ван Гаутен, І. ван Гаутен-Ґроневельд, Т. Герельс |
| (73566) 4259 P-L      | 4259 P-L             | 24 вересня 1960 | Паломарська обсерваторія    | К. Й. ван Гаутен, І. ван Гаутен-Ґроневельд, Т. Герельс |
| (73567) 4509 P-L      | 4509 P-L             | 24 вересня 1960 | Паломарська обсерваторія    | К. Й. ван Гаутен, І. ван Гаутен-Ґроневельд, Т. Герельс |
| (73568) 4656 P-L      | 4656 P-L             | 24 вересня 1960 | Паломарська обсерваторія    | К. Й. ван Гаутен, І. ван Гаутен-Ґроневельд, Т. Герельс |
| (73569) 4659 P-L      | 4659 P-L             | 24 вересня 1960 | Паломарська обсерваторія    | К. Й. ван Гаутен, І. ван Гаутен-Ґроневельд, Т. Герельс |
| (73570) 4736 P-L      | 4736 P-L             | 24 вересня 1960 | Паломарська обсерваторія    | К. Й. ван Гаутен, І. ван Гаутен-Ґроневельд, Т. Герельс |
| (73571) 4755 P-L      | 4755 P-L             | 24 вересня 1960 | Паломарська обсерваторія    | К. Й. ван Гаутен, І. ван Гаутен-Ґроневельд, Т. Герельс |
| (73572) 4765 P-L      | 4765 P-L             | 24 вересня 1960 | Паломарська обсерваторія    | К. Й. ван Гаутен, І. ван Гаутен-Ґроневельд, Т. Герельс |
| (73573) 4766 P-L      | 4766 P-L             | 24 вересня 1960 | Паломарська обсерваторія    | К. Й. ван Гаутен, І. ван Гаутен-Ґроневельд, Т. Герельс |
| (73574) 4783 P-L      | 4783 P-L             | 24 вересня 1960 | Паломарська обсерваторія    | К. Й. ван Гаутен, І. ван Гаутен-Ґроневельд, Т. Герельс |
| (73575) 4789 P-L      | 4789 P-L             | 24 вересня 1960 | Паломарська обсерваторія    | К. Й. ван Гаутен, І. ван Гаутен-Ґроневельд, Т. Герельс |
| (73576) 4812 P-L      | 4812 P-L             | 24 вересня 1960 | Паломарська обсерваторія    | К. Й. ван Гаутен, І. ван Гаутен-Ґроневельд, Т. Герельс |
| (73577) 4818 P-L      | 4818 P-L             | 24 вересня 1960 | Паломарська обсерваторія    | К. Й. ван Гаутен, І. ван Гаутен-Ґроневельд, Т. Герельс |
| (73578) 6277 P-L      | 6277 P-L             | 24 вересня 1960 | Паломарська обсерваторія    | К. Й. ван Гаутен, І. ван Гаутен-Ґроневельд, Т. Герельс |
| (73579) 6284 P-L      | 6284 P-L             | 24 вересня 1960 | Паломарська обсерваторія    | К. Й. ван Гаутен, І. ван Гаутен-Ґроневельд, Т. Герельс |
| (73580) 6285 P-L      | 6285 P-L             | 24 вересня 1960 | Паломарська обсерваторія    | К. Й. ван Гаутен, І. ван Гаутен-Ґроневельд, Т. Герельс |
| (73581) 6772 P-L      | 6772 P-L             | 24 вересня 1960 | Паломарська обсерваторія    | К. Й. ван Гаутен, І. ван Гаутен-Ґроневельд, Т. Герельс |
| (73582) 2249 T-1      | 2249 T-1             | 25 березня 1971 | Паломарська обсерваторія    | К. Й. ван Гаутен, І. ван Гаутен-Ґроневельд, Т. Герельс |
| (73583) 3092 T-1      | 3092 T-1             | 26 березня 1971 | Паломарська обсерваторія    | К. Й. ван Гаутен, І. ван Гаутен-Ґроневельд, Т. Герельс |
| (73584) 3228 T-1      | 3228 T-1             | 26 березня 1971 | Паломарська обсерваторія    | К. Й. ван Гаутен, І. ван Гаутен-Ґроневельд, Т. Герельс |
| (73585) 3339 T-1      | 3339 T-1             | 26 березня 1971 | Паломарська обсерваторія    | К. Й. ван Гаутен, І. ван Гаутен-Ґроневельд, Т. Герельс |
| (73586) 4141 T-1      | 4141 T-1             | 26 березня 1971 | Паломарська обсерваторія    | К. Й. ван Гаутен, І. ван Гаутен-Ґроневельд, Т. Герельс |
| (73587) 1020 T-2      | 1020 T-2             | 29 вересня 1973 | Паломарська обсерваторія    | К. Й. ван Гаутен, І. ван Гаутен-Ґроневельд, Т. Герельс |
| (73588) 1067 T-2      | 1067 T-2             | 29 вересня 1973 | Паломарська обсерваторія    | К. Й. ван Гаутен, І. ван Гаутен-Ґроневельд, Т. Герельс |
| (73589) 1114 T-2      | 1114 T-2             | 29 вересня 1973 | Паломарська обсерваторія    | К. Й. ван Гаутен, І. ван Гаутен-Ґроневельд, Т. Герельс |
| (73590) 1258 T-2      | 1258 T-2             | 29 вересня 1973 | Паломарська обсерваторія    | К. Й. ван Гаутен, І. ван Гаутен-Ґроневельд, Т. Герельс |
| (73591) 1359 T-2      | 1359 T-2             | 30 вересня 1973 | Паломарська обсерваторія    | К. Й. ван Гаутен, І. ван Гаутен-Ґроневельд, Т. Герельс |
| (73592) 1401 T-2      | 1401 T-2             | 29 вересня 1973 | Паломарська обсерваторія    | К. Й. ван Гаутен, І. ван Гаутен-Ґроневельд, Т. Герельс |
| (73593) 1806 T-2      | 1806 T-2             | 24 вересня 1973 | Паломарська обсерваторія    | К. Й. ван Гаутен, І. ван Гаутен-Ґроневельд, Т. Герельс |
| (73594) 2014 T-2      | 2014 T-2             | 29 вересня 1973 | Паломарська обсерваторія    | К. Й. ван Гаутен, І. ван Гаутен-Ґроневельд, Т. Герельс |
| (73595) 2129 T-2      | 2129 T-2             | 29 вересня 1973 | Паломарська обсерваторія    | К. Й. ван Гаутен, І. ван Гаутен-Ґроневельд, Т. Герельс |
| (73596) 2147 T-2      | 2147 T-2             | 29 вересня 1973 | Паломарська обсерваторія    | К. Й. ван Гаутен, І. ван Гаутен-Ґроневельд, Т. Герельс |
| (73597) 2188 T-2      | 2188 T-2             | 29 вересня 1973 | Паломарська обсерваторія    | К. Й. ван Гаутен, І. ван Гаутен-Ґроневельд, Т. Герельс |
| (73598) 2912 T-2      | 2912 T-2             | 30 вересня 1973 | Паломарська обсерваторія    | К. Й. ван Гаутен, І. ван Гаутен-Ґроневельд, Т. Герельс |
| (73599) 3012 T-2      | 3012 T-2             | 30 вересня 1973 | Паломарська обсерваторія    | К. Й. ван Гаутен, І. ван Гаутен-Ґроневельд, Т. Герельс |
| (73600) 3020 T-2      | 3020 T-2             | 30 вересня 1973 | Паломарська обсерваторія    | К. Й. ван Гаутен, І. ван Гаутен-Ґроневельд, Т. Герельс |